# Абасова Гюнеш Алісафа-кизи
Ґюнеш Алісафа-кизи Абасова (біл. Ґюнэш Абасава, азерб. Günəş Abbasova; нар. 2 вересня 1979, Барановичі, Берестейської області, Білоруської РСР) — білоруська співачка азербайджанського походження, артистка і вокалістка державного молодіжного театру естради.

## Біографія
Народилася 1979 року і виросла в Білорусі в місті Барановичі. Займалася музикою з дитинства. У шкільному хорі була головною солісткою. Педагогом був музикант і композитор Федір Жиляк, який відкрив у ній артистку і допоміг розвинути вокальні здібності.
У 2014 році Ґюнеш увійшла в рейтинг 50 найбільш стильних жінок Білорусії на думку журналу XXL.

## Творчість
У 2000 році була запрошена на роботу в Державний Молодіжний театр естради Мінська. Займалася у студії «Сябри» народного артиста Республіки Білорусь А. І. Ярмоленко.
У 2003—2004 роках співпрацювала з групою Крамбамбуля. Брала участь в зйомках кліпу на пісню «Люблю» з альбому «Каралі раену», а також записала 4 пісні для альбому «Радіо Крамбамбуля 0,33 FM».
У 2005 році брала участь у конкурсі молодих виконавців «Слов'янський базар» у Вітебську. У 2006 був записаний перший сольний альбом. У цьому ж році взяла участь у телевізійному проекті «Пісня року» в Білорусі, за результатами глядацького голосування з величезним відривом перемогла з піснею «Дочка Сходу».
Володарка Музичної премії телеканалу «СТВ» в номінації «Кращий номер року» з піснею «Fantastic girl»; переможець в номінації «Найкращий жіночий вокал року в Республіці Білорусь».
Стипендіат спеціального фонду Президента Республіки Білорусь з підтримки талановитої молоді. У 2011 році була нагороджена високою державною нагородою — медаллю Франциска Скорини. Член міжнародної Асоціації Фестивалів і артистів «WAFA».
У 2005, 2006, 2008—2010 і в 2012 брала участь у національному телевізійному відбірковому проекті «Єврофест» і займала 2-е (2009), 4-е (2006) місце, була фіналістом (2005, 2008, 2010, 2012) даного проекту, але так і ні разу не була відібрана на Євробачення.

## Нагороди
- 2000 — приз глядацьких симпатій на Міжнародному конкурсі молодих виконавців «Мальви-2000» в Польщі;
- 2001 — диплом Міжнародного конкурсу «Море друзів», Ялта;
- 2001 — 1-ша премія Міжнародного конкурсу молодих виконавців української пісні ім. В. Івасюка, Чернівці
- 2002 — диплом Міжнародного конкурсу «Золотий Скіф», спеціальний приз глядацьких симпатій, Донецьк;
- 2003 — диплом Міжнародного конкурсу сучасної музики «Discovery», Варна, Болгарія;
- 2003 — Гран-прі на Міжнародному конкурсі молодих виконавців «Бурштинова зірка», Юрмала, Латвія;
- 2003 — 1-ша премія на Міжнародному конкурсі популярної естрадної пісні «Ялта-2003», Україна;
- 2005 — 2-га премія на Міжнародному конкурсі «Слов'янський базар у Вітебську-2005», Білорусь;
- 2010 — 2-га премія на Міжнародному конкурсі пісень у Стамбулі 2010;
- 2013 — 2-га премія на міжнародному конкурсі пісні «Тюркбачення-2013»[9].
- 2017 — Переможець у категорії «В» (Доросла категорія) WAFA International Online Singer and Song Contest
- 2017 — Премія «Кращий вокал» конкурсу Макфест-2017, Штип, Македонія

## Дискографія
- 2006 — «Дочь Востока»[10]
- 2008 — «Хабиби»[11]

## Особисте життя
З майбутнім чоловіком Ґюнеш познайомилася в 2013 році через соціальні мережі. Ґьокхан Джингез — турецький футболіст і тренер. Весілля відбулася в Стамбулі в червні 2014 року. В серпні 2015 року у пари народився син Ґьокденіз.